# Phosphinate

Strukturformel vom Phosphinat-Ion

Phosphinate sind die Salze der Phosphinsäure, beispielsweise Natriumphosphinat und Calciumphosphinat, und ihre Ester. Die Salze werden auch als Hypophosphite bezeichnet und bestehen aus den jeweiligen Kationen und dem Phosphinat-Ion (H2PO2−).

## Geschichte
Die Salze der Phosphinsäure wurden zuerst von Heinrich Rose beschrieben, der 1827 über die Entdeckung publizierte.

## Herstellung

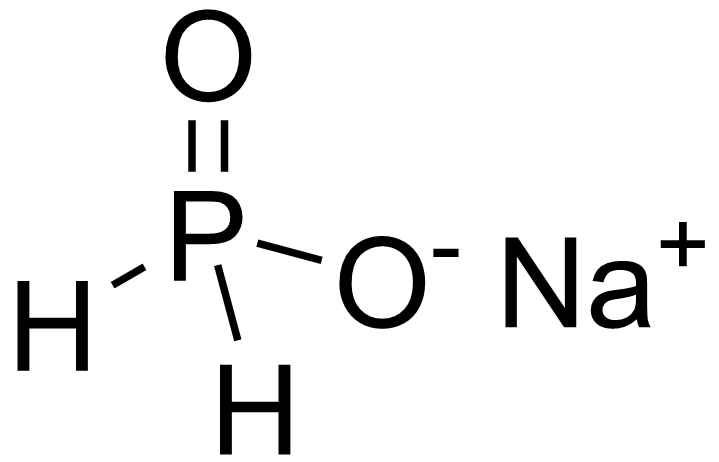
Strukturformel von Natriumphosphinat

Salze der Phosphinsäure werden durch die alkalische Hydrolyse (bspw. mit NaOH Lösung) von weißem Phosphor (P4) hergestellt.
{\displaystyle {\ce {P4 + 4 NaOH + 4 H2O -> 4 NaH2PO2 + 2 H2}}} bzw. {\displaystyle {\ce {P4 + 3 NaOH + 3 H2O -> 3 NaH2PO2 + PH3}}}
Die Ester werden aus den Salzen hergestellt, indem diese mit entsprechenden Alkoxysilanen umgesetzt werden.

## Reaktionen
Das Phosphinat-Ion wird durch Salpetersäure zum Phosphat-Ion oxidiert. Seine Salze zersetzen sich unter Erwärmung, wobei das Ion disproportioniert und Pyrophosphat (zum Teil auch Phosphat) und Monophosphan entstehen.
{\displaystyle {\ce {5 NaH2PO2 -> Na4P2O7 + NaPO3 + 2 PH3 + 2 H2}}}
Phosphinate sind starke Reduktionsmittel.
{\displaystyle {\ce {H2PO2- + 3 OH- -> HPO3^{2-}{}+ 2 H2O + 2 e-}}}
Die Ester werden meist in situ hergestellt und in direkt in Reaktionen weiterverwendet, da sie sich leicht zersetzen.

## Verwendung
Phosphinat-Salze werden für außenstromlose Beschichtungsverfahren in der Galvanotechnik verwendet. Sie eignen sich auch als Edukte für die Herstellung von Organophosphorverbindungen. Dies ist umweltfreundlicher und atomökonomischer als die Herstellung über Phosphortrichlorid, spielt bisher jedoch nur eine untergeordnete Rolle. Beispielsweise können die Wasserstoffatome der Phosphinat-Gruppe gegen organische Reste substituiert werden, indem ein Phosphinat-Salz unter Palladiumkatalyse mit einem Alkylhalogenid umgesetzt wird.